# 田子坊
31°12′37″N 121°27′52″E / 31.210146°N 121.464372°E
Lua错误：坐标必须在维基数据上指定，或在 |coord=。

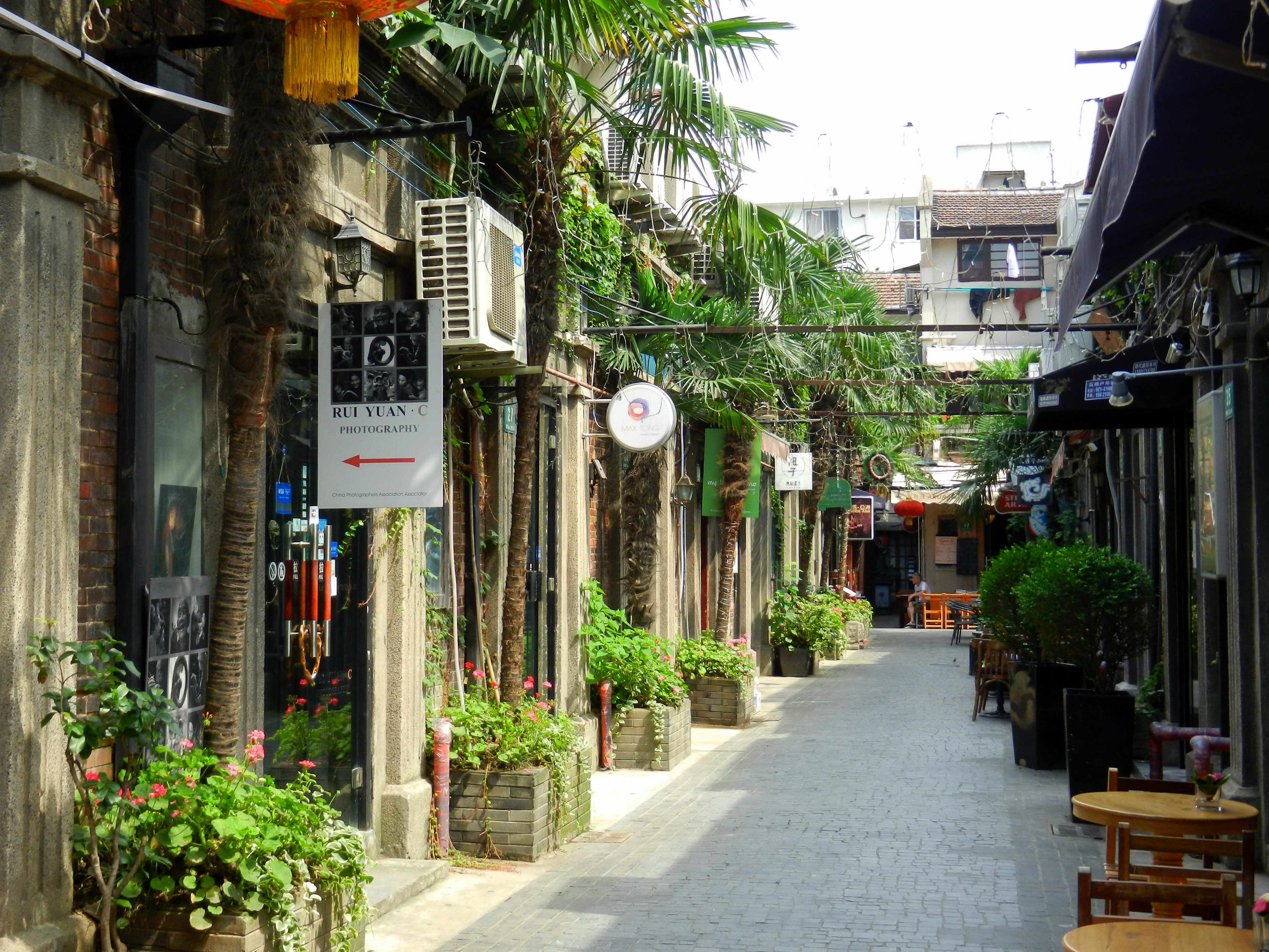
田子坊

田子坊是上海的一处弄堂，位于黄浦区泰康路210弄，为国家3A级景区。

## 历史
田子坊本名志成坊，建于1930年，画家汪亚云一家曾入驻其中的隐云楼，创办了“力社”。
2001年黄永玉對泰康路210弄內的5家閒置工廠改造，並将其改为今名，与《史记》所载中国最年长画家田子方谐音。2005年，田子坊得以跻身上海十大创意产业聚集区。
坊内各式建筑混杂，涵盖了折衷主义、新文艺复兴、现代主义、中国传统砖木结构、西班牙式、英国城堡式、巴洛克式各种风格。石库门的建筑风格最为多样，有20余种。坊内有酒吧、画廊、艺术工作室、购物小店等，并有老上海居民居住。

## 延伸阅读
- 徐逸波，陈海汶等编. 鲜活的上海弄堂 田子坊. 上海市：上海人民美术出版社, 2011.06.